# WWE Rebellion
Rebellion was een jaarlijks professioneel worstel-pay-per-view (PPV) evenement dat georganiseerd werd door de Amerikaanse worstelorganisatie World Wrestling Entertainment (WWE). Opgericht in 1999, werden de evenementen uitsluitend gehouden en uitgezonden in het Verenigd Koninkrijk. De eerste drie evenementen werden gehouden toen de promotie nog World Wrestling Federation (WWF) heette. Rebellion werd ook getoond op Viewers Choice in Canada, maar werd nooit op de televisie uitgezonden in de Verenigde Staten. Rebellion had zijn eigen themalied met de titel "Rebellion".

## Chronologie
| Editie | Datum            | Stad                 | Locatie               | Main Event |
| ------ | ---------------- | -------------------- | --------------------- | --- |
| 1999   | 2 oktober 1999   | Birmingham, Engeland | National Indoor Arena | Triple H (c) vs. The Rock in een Steel Cage match voor het WWF Championship.                                    |
| 2000   | 2 december 2000  | Sheffield, Engeland  | Sheffield Arena       | Kurt Angle (c) vs. Rikishi vs. Steve Austin vs. The Rock in een Fatal Four-Way match voor het WWF Championship. |
| 2001   | 3 november 2001  | Manchester, Engeland | Manchester Arena      | Steve Austin (c) vs. The Rock voor het WWF Championship.                                                        |
| 2002   | 26 december 2002 | Manchester, Engeland | Manchester Arena      | Brock Lesnar (c) en Paul Heyman vs. Edge in en Handicap match voor het WWE Championship.                        |